# USS Edison (DD-439)
«Едісон» (англ. USS Edison (DD-439) — військовий корабель, ескадрений міноносець типу «Глівз» військово-морських сил США за часів Другої світової війни.
Есмінець брав участь у бойових діях на морі в Другій світовій війні, бився в Північній Атлантиці та в Середземному морі, супроводжував атлантичні конвої. За бойові заслуги в ході війни корабель відзначений трьома бойовими зірками.

## Історія створення
«Едісон» був закладений 18 березня 1940 року на верфі компанії Federal Shipbuilding and Drydock Company у Карні, в штаті Нью-Джерсі, де 23 листопада 1940 року корабель спустили на воду. 31 січня 1941 року він увійшов до складу ВМС США.

## Історія служби
10 листопада американські війська, що наступали на Касабланку зі сходу, потрапили під вогонь есмінців французького Вішістського флоту. «Едісон», важкий крейсер «Огаста» та есмінець «Тіллман» атакували французькі кораблі, одночасно відволікаючи на себе вогонь французьких берегових батарей, зокрема тієї, що була в Ель-Ханку. Переслідуючи їх американські кораблі наблизились до військово-морської бази, але вогонь з лінкора «Жан Бар» змусив їх відступити. У свою чергу, 9 пікіруючих бомбардувальників з «Рейнджера» завдали бомбового удару по французькому лінкорові та серйозно пошкодили його.
З липня 1943 року по лютий 1944 року «Едісон» служив у Середземному морі. 10 липня він забезпечував вогневу підтримку військ, що висадилися на Сицилії, куди супроводжував допоміжні конвої з Алжиру та Бізерти до вересня. 9 вересня він прикривав морській десант у ході вторгнення в Салерно та залишався поблизу плацдармів, щоб охороняти тральщики та забезпечувати вогневу підтримку наступаючим військам. 16 грудня «Едісон» прикривав, поки «Вулсі» змусив глибинними бомбами спливти на поверхню німецьку субмарину U-73 та затопив його артилерійським вогнем. «Едісон» підібрав 11 членів ворожого човна, що вижили. 21 січня 1944 року «Едісон» прибув до Анціо для прикриття сил вторгнення. Він забезпечував вогневу підтримку оточеним військам та супроводжував транспорти та вантажні судна до плацдарму до лютого, а потім відплив додому для капітального ремонту.
1 травня 1944 року «Едісон» повернувся до Середземномор'я для супроводу транспортів та патрулювання біля узбережжя Італії. 15 серпня він брав найактивнішу участь у висадці союзних військ на півдні Франції. До кінця року він продовжував атакувати берегові батареї, залізниці та місця скупчення військ, а також виконувати місії з патрулювання визначених районів. 17 січня 1945 року «Едісон» пройшов капітальний ремонт у Нью-Йорку, а потім протягом квітня та травня супроводжував конвой до Гавра.